# Iris falcifolia
Iris falcifolia är en irisväxtart som beskrevs av Aleksandr Andrejevitj Bunge. Iris falcifolia ingår i släktet irisar, och familjen irisväxter. Inga underarter finns listade i Catalogue of Life.